# Psyche samoana
Psyche samoana är en fjärilsart som beskrevs av Willie Horace Thomas Tams 1935. Psyche samoana ingår i släktet Psyche och familjen säckspinnare. Inga underarter finns listade.